# 馬拉茲利伊夫卡 (別爾哥羅德-德涅斯特羅夫斯基區)
46°5′54″N 30°2′57″E / 46.09833°N 30.04917°E
馬拉茲利伊夫卡（烏克蘭語：Маразліївка）是位於烏克蘭西南部的村莊，由敖德萨州裡比爾霍羅德-德涅斯特羅夫斯基區的馬拉茲利伊夫卡市鎮負責管轄，並為該市鎮的行政中心。該村始建於1824年，面積2.02平方公里，2001年人口1,397，人口密度每平方公里691.58人。